# Рациборский, Мариан
Мариан Рациборский (пол. Marjan Raciborski, 16 сентября 1863 — 17 марта 1917) — польский ботаник, профессор ботаники, палеоботаник, один из первых палеоботаников в Польше и миколог.

## Имя
Существуют различные формы записи имени Рациборского:
- пол. Maryan Raciborski;
- пол. Marian Raciborski;
- пол. Maryjan Raciborski;
- пол. Marjan Raciborsky;
- пол. Maryan Raciborsky;
- пол. Marian Raciborsky;
- пол. Maryjan Raciborsky.

## Биография
Мариан Рациборский родился 16 сентября 1863 года.
В 1881—1891 годах он изучал естественные науки и медицину в Ягеллонском университете, затем в Бонне и Мюнхене.
В 1896—1900 годах Рациборский возглавлял исследование флоры острова Ява.
После возвращения в 1900—1909 годах он был начальником отдела Сельскохозяйственной академии в городе Дубляны (ныне Львовский национальный аграрный университет).
С 1909 года Мариан Рациборский был профессором ботаники в Львовском национальном университете имени Ивана Франко. С 1912 года он был профессором ботаники в Ягеллонском университете.
С 1900 года Рациборский был членом-корреспондентом, а с 1913 года активным членом Польской академии знаний.
Мариан Рациборский умер в Закопане 17 марта 1917 года и был похоронен на Кладбище на Пенсковым Бжиску.

## Научная деятельность
Мариан Рациборский специализировался на окаменелостях, на папоротниковидных, Мохообразных, водорослях, семенных растениях и на микологии.

## Некоторые публикации
- De nonnullis Desmidiaceis novis vel minus cognitis, quae in Polonia inventae sunt — Krakowie: W Drukarni Uniwersytetu Jagiellonskiego, 1885.
- Die Pteridophyten der Flora von Buitenzorg M. Raciborski (1898).
- Biologische Mittheilungen aus Java — (Flora 85, 1898, p. 325—367, 14 fig.); ‘Die Farne von Tegal’ (Nat. Tijdschr. N.I. 59, 1900, p. 234—253).
- Parasitische Algen und Pilze Java's — herausgegeben vom botanischen Institut zu Buitenzorg. Theil 1—3. — Batavia [Djakarta]: Staatsdruckerei, 1900.
- Additamenta ad floram algarum Indiae Batavorum cognoscendam. Algae a cl Dre. M. Raciborski in montibus Vulcaniis: Krakatau et Slamat anno 1897 collectee — R. Gutwinsky (Diss. math. Phys. Acad. Litter. Cracov. vol. 39, p. 287—307).
- De Algis a Dre. Raciborski in Insula Java collectis — Bull. Acad. Sci. Cracovice 1902, p. 575—617.
- avec Szafer Władysław . Flora Polska — Rośliny Naczyniowe Polski i Ziem Ościennych. 1: viii .Nakładem Polskiej Akademii Umiejętności, Kraków. (red.) 1919.